# بهبشين
قرية بهبشين هي إحدى القرى التابعة لمركز ناصر في محافظة بني سويف في جمهورية مصر العربية. حسب إحصاءات سنة 2006، بلغ إجمالي السكان في بهبشين 25747 نسمة، منهم 13474 رجل و 12273 امرأة.